# Al-Múndhir (III) ibn Imri-l-Qays
Al-Múndhir (III) ibn Imri-l-Qays   (Hira, segle V - 554 (Gregorià)) en àrab: المنذر بن امرئ القيس, al-Munḏir b. Imrʾ l-Qays, fou rei làkhmida d'Aràbia, vassall sassànida, el més important de la dinastia. Va succeir al seu pare Imru-l-Qays ibn an-Numan vers el 514. La seva mare era Maria bint Awf bin Geshem. Ja abans de pujar al tron va fer una incursió a Palestina i l'Aràbia romana (509) fent gran nombre de presoners. Les seves incursions van anar entre l'Eufrates a l'est, Egipte a l'oest i Nedjd al sud.

## Biografia
La seva mare es deia Maria bint Awf bin Geshem. Fill d'al-Numan II ibn al-Aswad, va succeir al seu pare immediatament després de la seva mort el 503 o després d'un breu interregne d'Alqama Abu-Yàfur. És un dels reis lakhmid més coneguts i és conegut pels seus èxits militars. Aquests van començar abans de ser coronat rei, durant la guerra Anastasiana, amb una incursió a Palestina Salutaris i Aràbia Pètria l'any 503, capturant un gran nombre de romans. Les incursions de Mundhir van cobrir la zona entre l'Eufrates des de l'est fins a Egipte a l'oest i Najd cap al sud, on l'any 521 els Himiarites responent al crit d'ajuda de les tribus àrabs locals van dirigir una campanya contra els lakhmids obligant-los a retirar-se de Najd.
A l'inici del seu regnat la potència dels perses sassànides es va refermar a Aràbia. El 516 va lluitar contra el rei himiaria Maadi Karb al Nedjd. El 519 es va iniciar la guerra entre perses i grecs i en aquestos anys fou el principal dirigent de les incursions de frontera a territori romà d'Orient, i en una de les incursions va fer presoners als alts comandants romans d'Orient Timostrat i Joan. El 520 va rebre una ambaixada himiarita del rei Yusuf Dhu Nuwas i una de l'emperador romà d'Orient Justí I que volia obtenir la pau.
El 523 hauria estat substituït pel kindita al-Hàrith ibn Amr al-Kindí però va recuperar el poder vers el 527 (i va matar el rei kindita el 528), i va estar sovint en guerra contra aquestos sobirans que tenien el suport dels himiarites. El 528 va fer una incursió a Síria obtenint molt de botí i l'any següent va renovar els atacs a la zona del riu Khabur, a la frontera, marxant després contra Arzona i Nisibin, que va saquejar, seguint fins a Apamea i Calcedònia, però sense poder ocupar Antioquia de l'Orontes, ja que els romans d'Orient, ara sota l'empreador Justinià I, hi van enviar un fort exèrcit per defensar-la, però si que va obtenir molt de botí i va fer presoneres a 400 monges que va cremar en honor de la deessa Al-Uzza. Còsroes I el Just, el Just, va pujar al tron sassànida el 531 i li va encarregar el control de la zona d'influència persa a Aràbia i fou l'executor principal de la campanya persa d'aquest any que va acabar amb la victòria persa a Cal·linícon, vora l'Eufrates. Vers el 539 va iniciar un conflicte amb el gassànida al-Harith V ibn Jabalah que va portar a la guerra romano-persa del 539-544. Vers el 540 va enviar una ambaixada al rei Abraha que havia agafat el poder al Iemen i Aràbia del sud. Després del 544 encara va seguir la lluita periòdicament contra els gassànides fins que va morir en combat contra al-Harith V el juny del 554, prop de Kinnasrin.
El va succeir el seu fill Amr III ibn Hind (554-569)